# 李魁武
李魁武（1943年9月25日—），河北井陉人，火炮自动武器及弹药工程专家，中国工程院院士。

## 履历[1]
- 1967年，于太原机械学院特种机械系火炮设计与制造专业毕业。
- 2015年，当选中国工程院院士。